# Super Mario Bros. X
Super Mario Bros. X (яп. スーパーマリオブラザーズエクス су:па: марио бурадза:дзу э:кусу, «Супербратья Марио X») — фанатская компьютерная игра в жанре платформер, изданная разработчиком Эндрю Спинксом (Redigit) в 2009 году. Игра является фанатской игрой по мотивам серии игр Mario.
Игровая механика совмещает в себе такие игры серии как: Super Mario Bros., Super Mario Bros. 2, Super Mario Bros. 3 и Super Mario World. Также в игре имеются элементы и от новых игр серии и от других игр как: Metroid и The Legend of Zelda.

## История
Игра была создана Эндрю Спинксом в 2009 году и была размещена на его собственном сайте, который также содержал множество Flash-игр и различного контента, посвящённого вселенной Марио. Также на сайте был размещён форум, на котором сформировалось сообщество поклонников вселенной Марио.
В октябре 2010 года была выпущена последняя оригинальная версия игры Super Mario Bros. X 1.3. Позже, в январе 2011 года, Эндрю объявил о полном прекращении разработки игры. В это время он начал работу над своим новым проектом в лице Terraria. В апреле 2011 года Эндрю Спинкс получил звонок от юридической фирмы, представляющей Nintendo, с требованием полностью удалить игру, а также, удалить со своего YouTube-канала все видео, связанные с игрой, и передать домен supermariobrothers.org в собственность Nintendo (чего Эндрю Спинкс не хотел). Ближе к концу 2011го года, домен supermariobrothers.org всё же перешёл в собственность Nintendo. Даже несмотря на прекращение разработки и поддержки, игра оставалась популярной многие годы, а также привлекала к себе внимание моддеров и программистов, которые различными способами вносили изменения в исполняемый файл игры, а также создавали вспомогательные утилиты, чтобы упростить работу с игрой, а также обойти некоторые известные баги.

### Super Mario Bros. X By 38A
Это неофициальный клон игры, созданный китайским программистом 5438A38A спустя несколько лет и которая была впервые опубликована в сети Baidu Tieba как «Super Mario Bros X. 1.4» (позже переименованная в Super Mario Bros. X by 38A). Игра не является прямым продолжением оригинальной разработки Эндрю Спинкса, а была воссоздана с нуля с использованием обратной разработки. Игра в итоге имеет множество различий в игровой механике в сравнении с оригиналом.

### Super Mario Bros. X2
Ещё одна игра, которая была создана группой энтузиастов из сообщества SMBX на базе свободных компонентов. Это мод оригинальной игры, созданный с помощью библиотеки LunaLua, которая была создана ранее для обратной разработки и модификации SMBX. В игре имеется мощная скриптовая система на языке Lua, а также был использован новый редактор, взятый из тулкита PGE Project. Заявлено, что эта игра лучше, чем SMBX-38A, и в отличие от последнего, позволяет максимально точно воспроизводить старые эпизоды, которые были созданы ранее для оригинальной игры.

### Исходный код
2 февраля 2020 года, на GitHub были опубликованы исходные коды оригинальной игры, написанные Эндрю Спинксом на Microsoft Visual Basic 6.0, под лицензией MIT.

### TheXTech
Месяц спустя после публикации исходных кодов, независимым разработчиком был выпущен кросс-платформенный порт игры, полностью переписанный на C++ и названный как TheXTech. Игра является прямым ответвлением от оригинального SMBX 1.3, способная максимально точно воспроизводить старые эпизоды, включая баги игровой физики и возможность их настраивать. В игре имеются новые функции, а также исправления ряда багов, приводивших к падению игры, а также причинявших серьёзные неудобства (с возможностью включить их обратно, если это необходимо). Игра способна работать как на Windows, так и на различных дистрибутивах Linux, включая возможность запуска игры на процессорах, отличных от x86 (например, ARM или PowerPC), а также на macOS.

## Игровой процесс
Игрок может управлять одним из пяти игровых персонажей серии, не считая Линка, относящегося к серии Legend of Zelda. Игра доступна в трёх режимах: одиночная игра, кооперативная игра двух игроков за одним компьютером, а также режим битвы, в котором игроки должны выбить игрока-соперника из игры, используя различные предметы и оружия, лежащие на карте.